# Vilmos gloucesteri herceg (1941–1972)
Vilmos királyi herceg (Barnet, 1941. december 18. – Halfpenny Green, 1972. augusztus 28.) brit királyi herceg, Henrik gloucesteri herceg és Aliz gloucesteri hercegné elsőszülött fia, II. Erzsébet brit királynő unokafivére. 1972-ben, 30 éves korában repülőbalesetben vesztette életét.

## Élete

### Ifjúkora
Vilmos herceg 1941. december 18-án született a hertfordshire-i Hadley Commonban. Apja Henrik gloucesteri herceg (1900–1974) volt, V. György brit király és Mária királyné harmadik fia. Anyja Aliz gloucesteri hercegné (1901–2004) volt, Buccleuch hercegének leánya. A brit uralkodó férfiági leszármazottjaként születése után brit királyi hercegi címet kapott, és jogosult volt az Ő királyi fensége megszólításra.
A windsori kastély magánkápolnájában keresztelték meg 1942. február 22-én, keresztszülei voltak többek között nagyapja, V. György és nagyanyja, Mária királyné. A háborús helyzetre való tekintettel az angol lapok nem közölhették a keresztelő helyszínét, csak azt, hogy arra „egy vidéki kápolnában kerül sor.”
1947-ben unokatestvére, Erzsébet hercegnő és Fülöp edinburgh-i herceg esküvőjén a menyasszony segítője volt (a másik Mihály kenti herceg volt).
Vilmos herceg szülei birtokán, a northamptonshire-i Barnwell Manor, majd később Ausztráliában nevelkedett, ahol apja 1945–1947 között főkormányzó volt. Tanulmányait Wellesley House Preparatory School előkészítő iskolában, majd az Eton College-ben végezte. Eton után 1960-ban a Cambridge-i Egyetemre járt, történelmet hallgatott, és főiskolai diplomát szerzett. 1968-ban kapta meg egyetemi diplomáját.

### Pályafutása
Miután 1963-ban elvégezte a Cambridge-i Egyetemet, Vilmos herceg egy évet Amerikában töltött, a Stanford Egyetemen politikatudomány, amerikai történelmet és vállalatigazgatást hallgatott. Miután visszatért Angliába, rövid ideig a Lazard pénzügyi tanácsadó és befektető cégnél dolgozott.
1965-ben, a királyi családban másodikként diplomáciai pályára lépett, és elfogadott egy harmadtitkári posztot Nagy-Britannia lagosi nagykövetségén. 1968-ban a tokiói brit nagykövetség másodtitkára lett. 1970-től apja, Henrik herceg egészsége megromlott, és Vilmost porphyriával diagnosztizálták. Ezért visszatért Angliába, átvette Barnwell Manor vezetését, illetve elvállalt néhány nyilvános szereplést a királyi család tagjaként.

### Betegsége
1968 augusztusában, tokiói kinevezése előtt, Vilmos herceget anyja kérésére megvizsgálta a légierő egyik orvosa, Dr. Henry Bellringer. Vilmos akkor egy ideje már szenvedett egy ismeretlen betegségtől, aminek lázzal és bőrkiütéssel járó tünetei voltak, és 1965 decemberétől több hónapig tartottak. Vilmos herceg ezt követően is bőrérzékenységre panaszkodott, különösen a napsugárzásra volt érzékeny. Dr. Bellringer megvizsgálta, és előzetesen porphyriát állapított meg, és elsőként napvédő krémet írt fel neki, illetve figyelmeztette, hogy bizonyos gyógyszereket nem szedhet. Dr. Bellringer már ismerte Ida Macalpine professzor és Dr. Richard Hunter kutatásait, akik a porphyriát a királyi család betegségeként ismerték fel, és bár megpróbált ettől elvonatkoztatni, „...a tünetek alapján nem volt más választása, mint hogy megállapítsa, a herceg porphyriában szenved.” Vilmost később Cambridge-ben és Tokióban is megvizsgálták, és mindkétszer porphyriát állapítottak meg. A diagnózis alátámasztotta Macalpine professzor elméletét, aki először az 1960-as években vetette fel, hogy a porphyria lehet I. Mária skót királynő titokzatos betegsége (aki Vilmos apjának és anyjának is őse volt), illetve III. György király is ebben szenvedhetett, és rajta keresztül a királyi család más tagjai is örökölhették.

### Halála
Vilmos szenvedélyes pilóta volt, számos repülőgépe volt, és légibemutatókon versenyzett. 1972-ben Wolverhampton közelében, a Halfpenny Green repülőtéren halt meg, amikor az általa vezetett repülőgépe balesetet szenvedett. A Frogmore-i Királyi Mauzóleumban temették el.
Vilmos herceg, aki V. György és Mária királyné unokái közül elsőként halt meg, haláláig apja nemesi címeinek örököse volt. Halála után öccse, Richárd herceg lett a cím örököse, ő 1974-ben, apjuk halála után kapta meg a Gloucester hercege címet.

## Címzése és tisztségei
Címzése
- 1941. december 18. – 1972. augusztus 28.: Ő királyi fensége Gloucesteri Vilmos herceg

Tisztsége
- 1962–1971: Királyi tanácsos

## Henrik, Gloucester 1. hercege leszármazottai
A hercegi cím örököse az „Ulster górfja“ címet, az örökös örököse a „Lord Culloden“ címet viseli. A herceg címet nem viselő fiát Lord, a lányát Lady cím illeti, ahogy ezt feltüntettük. A nem hercegi apától való leszármazottak nem viselnek Lord vagy Lady címet.
- V. György brit király (1865. június 3. – 1936. január 20.) Felesége: Teck Mária
  - VIII. Eduárd brit király
  - VI. György brit király
  - Mária brit királyi hercegnő
  - Henrik Gloucester 1. hercege (1900. március 31. - 1974. június 10.) Felesége: Alice Christabel Montagu Douglas Scott
    - Vilmos királyi herceg (1941. december 18. – 1972. augusztus 28.)[8]
    - Richárd Gloucester 2. hercege (1944, augusztus 26. – ) Felesége: Birgitte van Deurs (1946–)
      - Alexander Windsor, Ulster grófja (1974. október 24. Felesége: Claire Booth (1977–)
        - Xan Windsor, Lord Culloden (2007. március 12.–)
        - Lady Cosima Windsor (2010–)

      - Lady Davina Windsor (1977–) Férje: Gary Lewis
        - Senna Lewis (2010–)
        - Tāne Lewis (2012–)

      - Lady Rose Windsor (1980–) Férje: George Gilman
        - Lyla Gilman (2010–)
        - Rufus Gilman (2012–)

  - György kenti herceg
    - innen lásd Kent hercege

  - János brit királyi herceg